# 王秉祥
王秉祥（1916年—1993年），原名王东平，曾名王志英，男，陕西旬邑人，中华人民共和国政治人物。

## 生平
王秉祥是陕西省旬邑县太裕镇人。早年参加中国工农红军，任陕甘边红军三路指挥部一支队队长，后改任红二军团独立团团长。抗日战争爆发后，担任中共关中地委组织部部长。第二次国共内战期间，担任警备一旅一团政委。1949年，调任中共陇东地委书记。1954年，任中共甘肃省委组织部部长。1979年，担任甘肃省副省长。1981年，任中共甘肃省委书记兼省政法委书记。